# Hyllus albofasciatus
Hyllus albofasciatus är en spindelart som beskrevs av Tord Tamerlan Teodor Thorell 1899. Hyllus albofasciatus ingår i släktet Hyllus och familjen hoppspindlar. Inga underarter finns listade i Catalogue of Life.